# Strongman (atleta de força)
Strongman (strength athlete, atleta de força o forçut) és un terme que va començar a ser utilitzat en el segle xix per a referir-se als exhibidors de força (el terme era usat encara abans de l'halterofília i del powerlifting). Molts demostraven la seua força en el circ o alçant pes en el bent press (no confondre amb pressió sobre banc, el qual encara no existia).

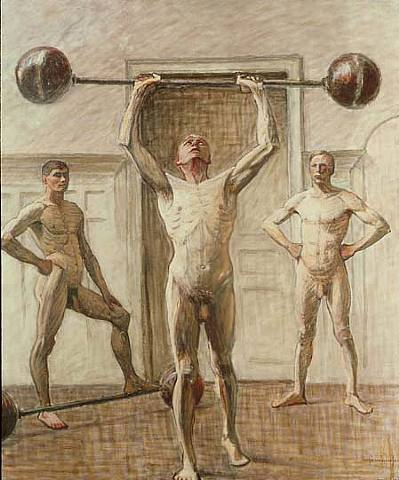
Orígens del strongman

Ja en els últims trenta anys del segle xx, strongman va ser usat per a designar als esportistes que demostraven la seua habilitat en demostracions de força, com alçar roques i altres objectes pesats. La competició més important d'aquest tipus és l'home més fort del món, creada en 1977. Des dels anys 90, l'interès al voltant del món per aquest esport ha començat a pujar, i els gimnasos són avui més populars que fa uns anys.
Des de 1995 existeix l'IFSA, l'organització principal del strongman que des de llavors apunta a una política més sanitària i a un esport que aquest a l'abast de tots els països del món.
En 2005 la IFSA es va dividir de l'home més fort del món patrocinat per Met-Rx i va crear la competició de l'home més fort del món IFSA. La WSMCF (World's strongest Man Cup Federation) va crear o World Strongman Cup en 2004.
Avui dia s'han incorporat molts moviments de strongman als exercicis amb peses, encara que en la majoria dels casos amb pesos molt més lleugers.

## Les competicions més importants del strongman
- L'Home Més Fort Del Món
- Strongman Super Series
- L'home més fort del món IFSA
- World Strongman Cup
- Arnold Strongman

## Forçuts famosos

### Antics
- Angus Graham
- Angus MacAskill
- Louis Cyr
- Arthur Saxon
- Alexander Zass
- Zishe Breitbart
- Louis Uni Apollon
- Eugene Sandow
- Ivan Poddubniy
- George Hackenschmidt
- Charles Atlas
- Jack Lalane
- The Great Antonio
- Paul Edward Anderson

### Moderns
- Bruce Wilhelm
- Don Reinhoudt
- Geoff Capes
- Bill Kazmaier
- Jón Páll Sigmarsson
- Gary Taylor
- Magnús Ver Magnússon
- Jamie Reeves
- Riku Kiri
- Svend Karlsen
- Janne Virtanen
- Magnus Samuelsson
- Jouko Ahola
- Glenn Ross
- Hugo Girard
- Phil Pfister
- Mark Henry
- Johnny Perry
- Vasyl Virastyuk
- Zydrunas Savickas
- Sebastian Wenta
- Mariusz Pudzianowski
- Terry Hollands
- Dominic Filiou
- Jesse Marunde
- Pedro Moriana Piña
- Travis Ortmayer
- Derek Poundstone
- Kevin Nee
- Arild Haugen